# تاسوس (شهر)
تاسوس (به لاتین: Thasos) یک منطقهٔ مسکونی در یونان است که در Thasos Municipality واقع شده‌است.